# HAT-P-3
Désignations
HAT-P-3, officiellement nommée Dombaï depuis 2019, est une étoile de type spectral K située à une distance de ∼ 441 a.l. (∼ 135 pc) du Soleil, dans la constellation de la Grande Ourse. De magnitude apparente 11,86 dans le spectre visible, elle n'est pas observable à l'œil nu depuis la Terre. Avec une masse de 0,917 ± 0,03 masse solaire, elle est l'objet primaire d'un système planétaire dont l'unique objet secondaire connu (en mai 2015) est HAT-P-3 b (Teberda), une planète confirmée de type Jupiter chaud, détectée par le HATNet par la méthode des transits.

## Désignation et nom
Le système a reçu la désignation HAT-P-3 lors de l'annonce de la découverte de la planète HAT-P-3 b par le HATNet.
Dans le cadre de la deuxième campagne NameExoWorlds, qui a eu lieu en 2019, l'Union astronomique internationale a officiellement attribué,, sur proposition de la Russie, à l'étoile le nom Dombaï (Dombay) et à la planète le nom Téberda (Teberda). Le thème attribué au système est le suivant : « Noms de caractéristiques géographiques associées à la réserve naturelle de Teberda dans les montagnes du Caucase en Russie, une destination touristique populaire avec des forêts de montagne riches en faune, dont des ours. ». Les citations de nommage pour les objets individuels sont les suivantes :
- pour l'étoile : « Dombaï est une région de villégiature dans les montagnes du Caucase du Nord qui est entourée de forêts de montagne et d'une faune riche, dont des ours (car cette étoile se trouve dans la constellation de la Grande Ourse). »
- pour la planète : « La Téberda est une rivière de montagne dans la région de Dombaï avec un débit d'eau rapide, symbolisant le mouvement rapide de la planète autour de son étoile hôte. »

## Système planétaire
Cette étoile est au centre d'un système planétaire comprenant l'exoplanète HAT-P-3 b,, un Jupiter chaud confirmé détecté par le HATNet avec la méthode des transits.
| Planète | Masse                 | Demi-grand axe (ua) | Période orbitale (jours)  | Excentricité | Inclinaison   | Rayon            |
| ------- | --------------------- | ------------------- | ------------------------- | ------------ | ------------- | ---------------- |
| b       | 0,609+0,021 −0,022 MJ |                     | 2,899 736 0 ± 0,000 002 0 | <0,010 0     | 87,07 ± 0,55° | 0,827 ± 0,055 RJ |